# Michael Schmidt (Fußballspieler, 1970)
Michael Schmidt (* 12. Februar 1970) ist ein ehemaliger deutscher Fußballspieler.

## Werdegang
Schmidt spielte bei Chemie Halle, dann bei Chemie Buna Schkopau, wo er 1989 den Sprung ins Aufgebot der Herrenmannschaft schaffte, die in der Staffel B der DDR-Liga, der zweithöchsten Spielklasse der Deutschen Demokratischen Republik, antrat.
Über den 1. FC Markkleeberg und den Halleschen FC kam der 1,83 Meter große Verteidiger in der Sommerpause 1994 zum FC 08 Homburg (2. Fußball-Bundesliga). Für die Homburger stand er in der Saison 1994/95 in insgesamt zehn Zweitligabegegnungen auf dem Platz. 1995 wechselte Schmidt zu Rot-Weiß Erfurt, dort blieb er bis 1999. Seine folgenden Vereine waren SSV Erfurt-Nord (1999/2000), SV 09 Arnstadt (2000 bis 2002) und dann die zweite Mannschaft von Rot-Weiß Erfurt.